# セブンアクト
セブンアクト（7アクト、7ACT）は、株式会社7アクトが運営しているマンツーマン英会話スクール。2000年8月創業。事業本部は東京都新宿区にある。関東エリアと関西エリアで事業展開している。

カフェスタイル英会話の先駆者的存在であり、2006年〜2011年まで、オリコンの『顧客満足度の高い英会話スクールランキング』で5年連続1位になっている。2013年度、2014年度、オリコンの『顧客満足度の高い英会話スクールランキング』では2年連続で総合1位に選ばれている。

## 特徴
レッスンは講師の自宅やカフェでレッスンを行い、料金を毎回講師に直接手渡しする「都度払い制度」を採用している。この固定費がかからないスタイルにより、マンツーマンレッスン料を大幅に下げることを実現している。新宿と大阪のみ、教室レッスンを展開している。

## 概要
- 代表者　川口　路広
- 本社所在地　東京都新宿区西新宿8丁目１１－１０星野ビル１Ｆ　日本東京国際学院内
- 設立　2000年8月
- 資本金 1,000万円
- 従業員数 20名（平成25年4月現在)
- 事業内容
  - 英会話スクールの運営
  - 外国語講師の紹介
  - 外国語学習のアドバイス

## 沿革
- 2000年 - 創業
- 2003年 - コンプリートコース開始
- 2006年 - 6ヶ月上達コース開始
- 2007年 - 法人向け英会話レッスン開始
- 2010年 - 新宿教室にてサクセスコースのレッスン開始

## コースの種類
- コンプリート1年プラン
- コンプリート半年プラン
- レッスンオンリーコース
- ビジネスコース
- サクセスコース
- TOEICコース
- オンラインコース
- 法人企業レッスン